# SS Empire Cowper
Az SS Empire Cowper egy brit teherhajó volt, amelyet 1941-ben építtetett a háborús szállításokért felelős minisztérium a sunderlandi William Doxford & Sons Ltd-vel. A hajót 1942. április 11-én, a QP–10-es konvoj tagjaként egy német repülőgép elsüllyesztette.

## Adatok
A hajó a William Doxford & Sons Ltd sunderlandi gyárában készült, műhelyszáma 682 volt. 1941. szeptember 23-án bocsátották vízre, és decemberben fejezték be. Hossza 130,66 méter, legnagyobb szélessége 17,2 méter, merülése 10,8 méter, szállítókapacitása 7164 BRT volt.

## Háborús szolgálat
Az Empire Cowper tagja volt a PQ–13-as konvojnak, amely 1942. március 10-én futott ki Loch Ewe-ből, és március 31-én érkezett meg a szovjetunióbeli Murmanszkba. Április 10-én tagja volt a Kola-öbölből induló QP–10-es konvojnak, amelyik az izlandi Reykjavík felé futott ki. Másnap egy Ju 88-as bombázó eltalálta és elsüllyesztette. Egyes adatok szerint a legénység 9, mások szerint 19 tagja halt meg.

## Fordítás
- Ez a szócikk részben vagy egészben  a   SS Empire Cowper című angol Wikipédia-szócikk fordításán alapul.  Az eredeti cikk szerkesztőit annak laptörténete sorolja fel. Ez a jelzés csupán a megfogalmazás eredetét és a szerzői jogokat jelzi, nem szolgál a cikkben szereplő információk forrásmegjelöléseként.